# Zàmbia
Zàmbia és un estat de l'Àfrica Austral que limita amb la República Democràtica del Congo al nord, Tanzània al nord-est, Malawi i Moçambic a l'est, Zimbàbue, Botswana i Namíbia al sud i Angola a l'oest. És un país sense sortida al mar situat al centre-sud del continent africà. Era conegut com a Rhodèsia del Nord durant l'època colonial i el seu nom actual prové del riu Zambezi, el riu principal del país. Zàmbia va proclamar la seva independència del Regne Unit el 24 d'octubre de 1964, amb Kenneth Kaunda com el seu primer president.

## Nom
El nom "Zàmbia" fa referència al riu Zambezi, que drena l'oest del país.

## Història
El territori actual de Zàmbia va ser originalment poblat per tribus Khoisan de caçadors-recol·lectors, que van ser desplaçats fa uns dos mil anys per pobles migratoris, més avançats tecnològicament. Així mateix, a partir del segle xii, comença la gran migració Bantu que hauria de poblar gran part del continent.
Entre aquests pobles es trobaven els Tonga (També anomenats Batonga) que van ser els primers a establir-se a Zàmbia. Els Nkoya probablement van arribar fins i tot abans, establint-se al territori des dels regnats Luba-Lunda del nord.
Altres grups van seguir arribant, amb un gran influx entre els segles xvii i xix. Aquesta immigració procedia dels Luba i Lunda originaris de l'actual República Democràtica del Congo i el nord d'Angola. Al llarg del segle xix van arribar els nguni des del sud, a conseqüència del Mfecane.

### Colonització europea
Visitada pels portuguesos al segle xviii, l'actual Zàmbia va ser explorada pel britànic David Livingstone. La penetració colonial es va iniciar el 1890, per mitjà de la British South Africa Company. El seu gran artífex va ser Cecil Rhodes, president de la British South African Company, que es va dedicar a explotar els minerals de la zona i el seu cognom donava nom al país.
Antiga Rhodèsia del Nord, el 1953 el Regne Unit va provar d'unir-la a Rhodèsia del Sud (actual Zimbàbue) i Malawi, però els interessos dels colons blancs de Rhodèsia del Sud van fer que el 1964 Rhodèsia del Nord se'n separés, formant el nou Estat de Zàmbia. El 1964 Kenneth Kaunda va ser elegit com a primer i únic primer ministre de Rhodèsia del Nord.

### República de Zàmbia

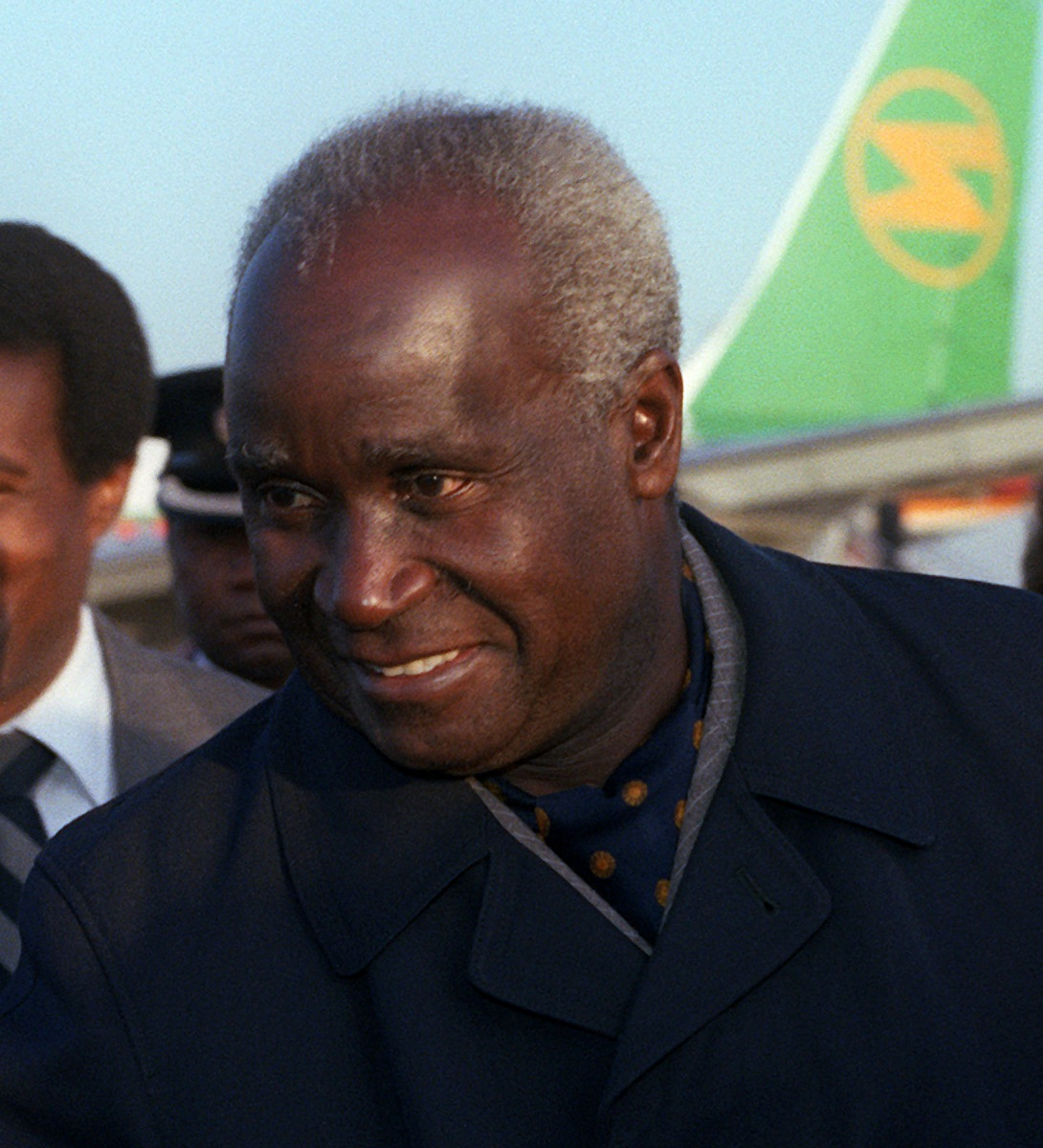
Kenneth Kaunda, primer President de Zàmbia.

Poc després, el govern va declarar unilateralment la independència al novembre de 1965, comptant llavors amb uns 70.000 habitants d'origen britànic. El 1973 el país va tancar les fronteres amb Zimbàbue, en protesta contra el règim racista de Ian Smith. El 1979 comandaments de Rhodèsia van destruir a Lusaka el quarter general del moviment guerriller Unió Africana del Poble de Zimbàbue (ZAPU), que combatia el règim blanc rhodesià amb el suport del govern de Zàmbia. El 1982 les mesures d'austeritat econòmica porten a una vaga general contra Kaunda. La crisi es va agreujar amb la baixada internacional del preu del coure.
Kaunda va ser reelegit diverses vegades, quedant-se en la presidència fins al 1991, any en què és reemplaçat per Frederick Chiluba. Entre diverses acusacions de malversació de fons i altres casos de corrupció de la seva administració, Chiluba va dimitir del càrrec al gener de 2002, sent succeït pel seu vicepresident Levy Patrick Mwanawasa, qui inicia una campanya anticorrupció al seu país, però mor el 19 d'agost de 2008. Mwanawasa és reemplaçat per Rupiah Banda (qui era el vicepresident al moment de la seva mort).

## Govern i política
Zàmbia és una república, en la qual el poder executiu el té el president, que és també el Cap d'Estat i el Cap de Govern, i el vicepresident, elegits per un període de cinc anys per vot popular. També hi havia el càrrec de primer ministre, abolit durant el govern de Chiluba el 1991.
El govern està compost per un gabinet triat pel president entre els membres de l'Assemblea Nacional.
El poder legislatiu és unicameral, l'exerceix l'Assemblea Nacional, la qual compta amb 150 membres electes per majoria simple per un període de 5 anys.
El poder judicial el té la Cort Suprema, encara que els jutges són designats pel president, sota de la Cort Suprema està la Cort Superior, les Corts de Magistrats i corts locals en cadascuna de les províncies.

## Organització politicoadministrativa
Zàmbia es divideix en nou províncies, cadascuna administrada per un viceministre que realitza essencialment les funcions d'un governador. Cada província es divideix en districtes, fent un total de 72 al llarg de tot el país.

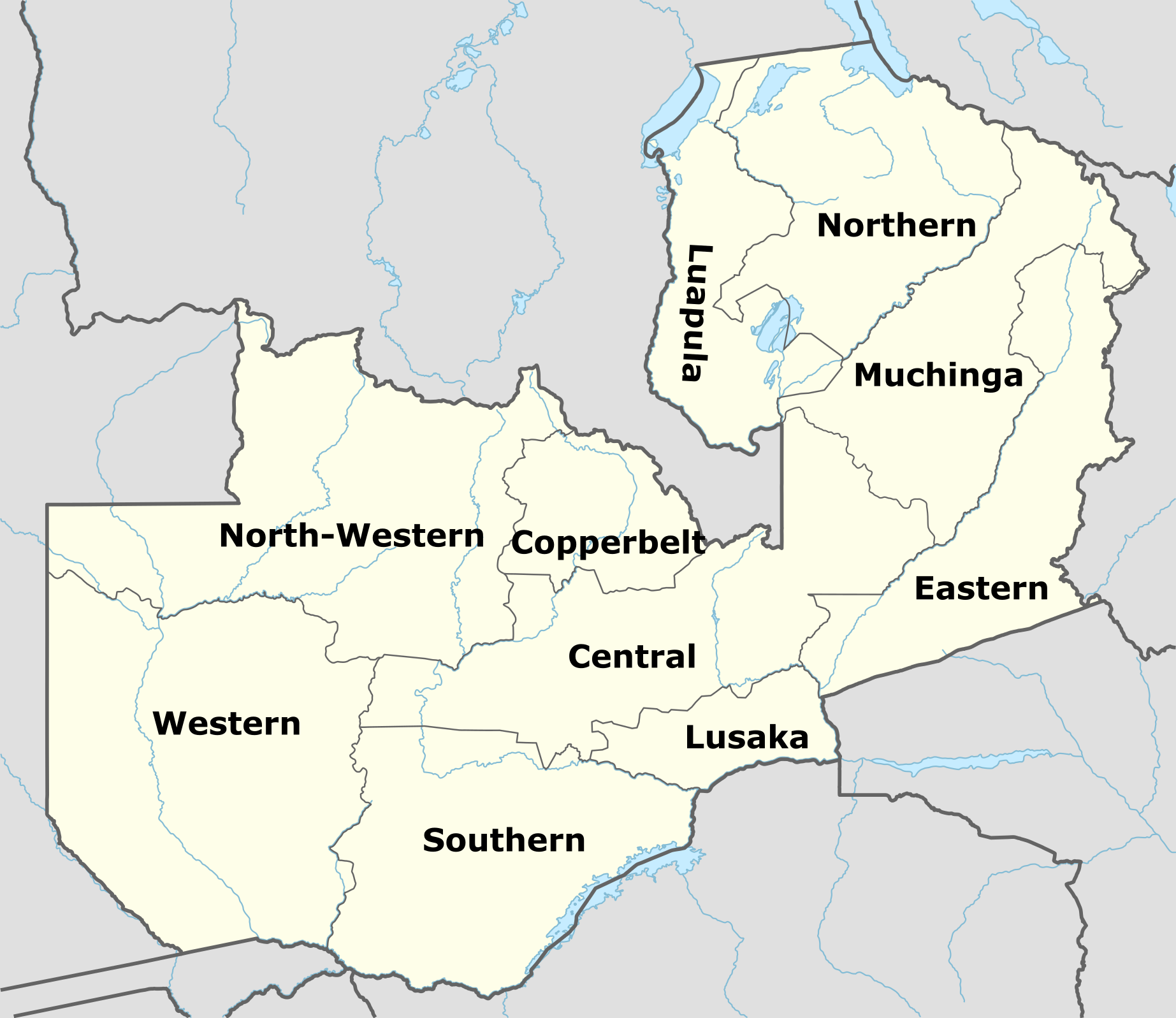
Províncies de Zàmbia

Les 9 províncies (entre parèntesis, el nom de la seva respectiva capital) són:
1. Província Central (Kabwe)
2. Província de Copperbelt (Ndola)
3. Província de l'Est (Chipatá)
4. Província de Luapula (Mansa)
5. Província de Lusaka (Lusaka)
6. Província del Nord (Kasama)
7. Província del Nord-oest (Solwezi)
8. Província del Sud (Livingstone)
9. Província de l'Oest (Mongu)

## Geografia

Mapa de Zàmbia

Zàmbia és un país sense sortida al mar, la seva extensió es calcula en uns 752.614 quilòmetres quadrats. El territori zambià és fonamentalment muntanyós i presenta nombroses depressions i enfonsaments tectònics. El punt més alt es troba a les muntanyes Mafinga a 2.301 metres i el més baix a 329 m en el riu Zambeze (que és considerat el riu més important de Zàmbia), el qual dona nom al país. L'altitud mitjana no supera els 1.500 m, i les depressions són sovint de caràcter pantanós, i estan ocupades per rius com el Kafue, afluent del Zambeze, o per llacs, com el Bangüelo (Bangweulu), Moero (Mweru), i Kariba. A l'est del país, i en direcció nord-est-sud-oest, s'estenen les muntanyes Muchinga, que s'eleven fins als 2.164 m (muntanya Myika). Hi predominen la sabana i la selva.
Els cursos fluvials principals són el riu Zambeze, el Kafue i el Luangwa. Al sud del país, en el riu Zambeze, fent frontera amb Zimbàbue, es troben les cascades Victòria. Les cascades constitueixen un dels principals focus turístics de l'Àfrica austral a Zimbàbue i també de la regió de Livingstone a Zàmbia. La superfície total d'aigua al país és d'uns 11.890 quilòmetres quadrats, cosa que representa l'1,6% de la superfície total.

### Clima

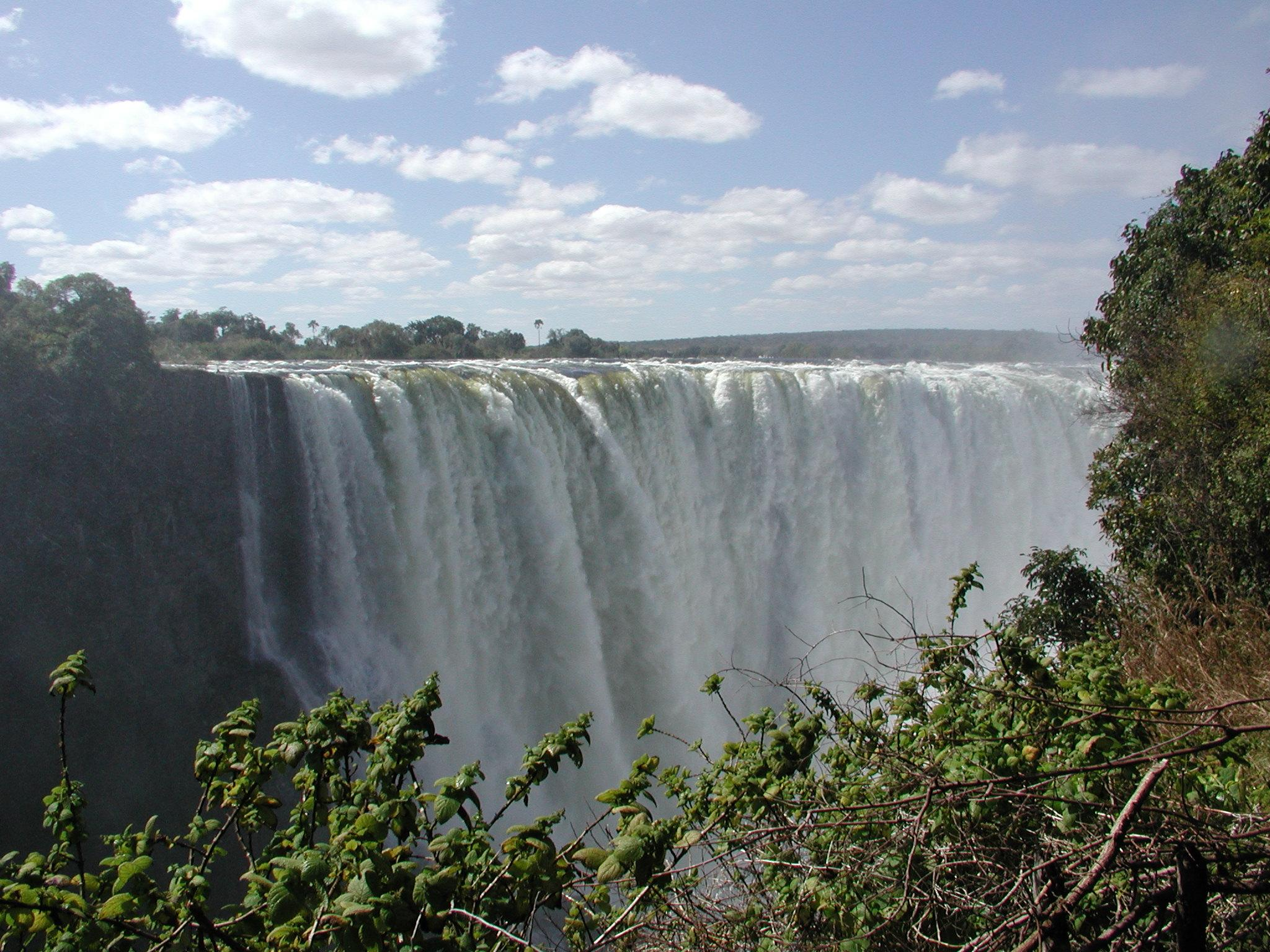
Cascades Victòria

El clima de Zàmbia és tropical, suavitzat per l'altitud. Segons la classificació climàtica de Köppen, la major part del país està classificat com humit subtropical o tropical humit i sec, amb petits trams de clima semiàrid d'estepa al sud-oest i al llarg de la Vall de Zambezi.
Existeixen dues estacions principals, l'estació plujosa (del novembre fins a l'abril), corresponent a l'estiu, i l'estació seca (maig/juny fins a l'octubre/novembre), que correspon a l'hivern. L'estació seca se subdivideix en dues: l'estació seca freda (maig/juny fins a l'agost) i l'estació seca calorosa (del setembre a l'octubre/novembre). L'altitud li dona al país un agradable clima subtropical, en lloc de les condicions tropicals durant la temporada de fred del maig fins a l'agost. No obstant això, la mitjana mensual de les temperatures romanen per sobre dels 20 °C a la major part del país durant vuit o més mesos de l'any.

## Ecologia
El bioma dominant a Zàmbia és la sabana. Gran part del centre, nord i oest del país està ocupat per l'ecorregió anomenada sabana arbrada de miombo del Zambeze central. Al sud-est s'alternen la sabana arbrada de miombo meridional i la sabana arbrada de mopane del Zambeze.

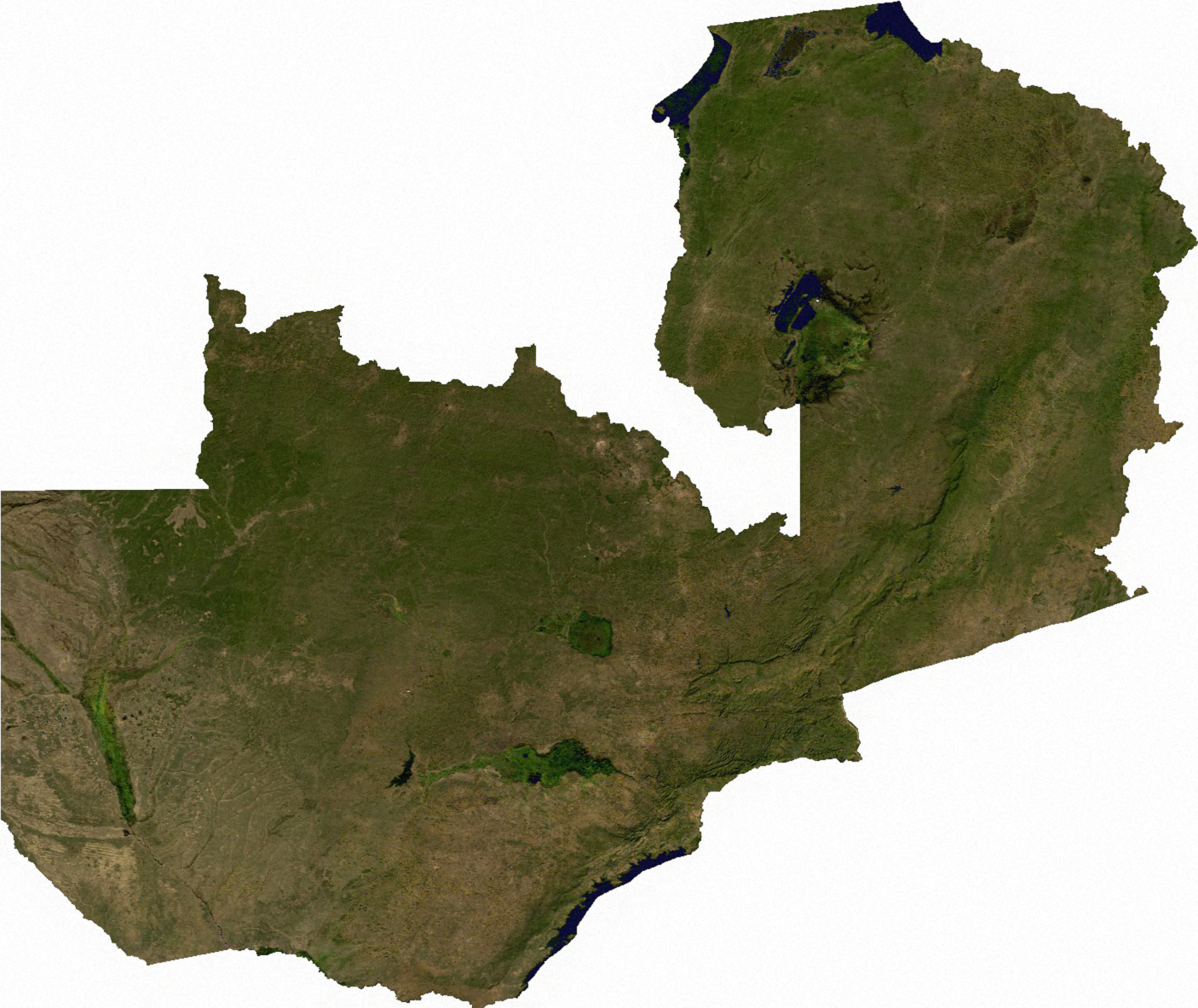
Mapa satèl·lit de Zàmbia.

Al nord, entre els llacs Moero i Tanganyika, hi ha un petit enclavament de matoll d'Itigi i Sumbu.
Al sud-oest s'estén la sabana arbrada de teca del Zambeze; més al nord s'alternen la prada del Zambeze occidental i la selva seca del Zambeze.
Les zones muntanyoses de l'extrem nord-est del país corresponen al mosaic montà de prada i selva del Rift meridional.
Tot el territori està esquitxat d'aiguamolls, classificats en l'ecorregió denominada pradera inundada del Zambeze.
el clima és tropical amb oscil·lacions termicoestacionals que varien entre els 15ªC de mitjana al juliol i els 20ªC de mitjana al gener.

### Àrees d'interès amb protecció legal
Article principal: Parcs Nacionals de Zàmbia
A Zàmbia hi ha 20 parcs nacionals, entre 635 zones protegides que cobreixen uns 286.161 km², el 37,87 per cent de la seva superfície, repartides entre els 20 parcs nacionals, 555 reserves forestals, 16 monuments naturals, 1 àrea de conservació, 34 àrees de gestió de caça i 1 santuari d'aus. A això caldria afegir 1 indret Patrimoni de la Humanitat i 8 llocs Ramsar, aiguamolls importants per les aus.

### Crisi climàtica
A causa de la sequera que patia la zona, la pitjor des de feia un segle, el desembre de 2019 el cabalós riu Zambezi i les espectaculars cascades Victòria van quedar sota mínims, i l'habitual caiguda d'aigua des de més de 100 metres de desnivell va reduir-se a un rajolí en alguns punts, oferint una imatge de desolació en el moment en què la regió entrava en l'estació de pluges. Tot i que aquestes encara havien d'arribar, els nivells d'aigua a les cascades s'havien reduït al seu nivell més baix en els darrers 25 anys, i el cabal mitjà havia decrescut un 50%, repercutint negativament en les granges locals i el subministrament d'energia, entre d'altres. L'Autoritat del Riu Zambezi va assegurar que aquest no tenia el cabal tan baix des del 1995, molt per sota de la mitjana històrica, i fins i tot Edgar Chagwa Lungu, el president de Zàmbia, va parlar de "recordatori cru del que provoca el canvi climàtic", malgrat la prudència dels científics a l'hora de trobar-hi una única causa, ja que les sequeres són recurrents en aquella zona. Tot i així, hi ha avisos que podria arribar a assecar-se si no es prenen mesures urgents per tal d'evitar-ho.
El país depèn en gran manera de l'energia hidroelèctrica, i amb la gran sequera de final de 2019 va experimentar una reducció dràstica de la quantitat d'electricitat produïda. Es produeïen talls d'energia diàriament i la presa de Kariba, l'embassament més gran del món, més amunt de les cascades, va baixar fins a una quarta part de la seva capacitat original. Mthuli Ncube, el ministre de finances del país en aquell moment, va dir: "Estem perillosament a prop d'un nivell on hem de tallar la generació d'energia". La mineria va resultar afectada per la caiguda d'energia, i milions de persones també corrien risc de fam, i Edgar Chagwa Lungu, el president de Zàmbia, va dir que l'economia del país havia de millorar un 7% per tenir un impacte significatiu sobre els nivells de pobresa. En una entrevista a Sky News va declarar: "No tenim temps per jugar a la política amb el canvi climàtic. És un problema greu i autèntic i ens sorprèn quan la gent la trivialitza i diu que no és real".

## Economia
L'economia de Zàmbia ha experimentat un fort creixement en els últims anys. Entre 2005 i 2008 el país va créixer aproximadament un 6% anual. El país depèn, en gran manera, del coure, mineral del que Zàmbia és un dels primers productors mundials i que representa el 90% del valor de les exportacions. Aquest país pertany a l'anomenat "cinturó de coure", prolongació dels jaciments de Shaba (República Democràtica del Congo). La privatització de les mines estatals de coure el 1990 va alliberar el govern de gastar amb el sector. La producció de mineral de coure ve creixent des del 2004 a causa de l'augment dels preus internacionals i a la inversió estrangera. No obstant això, el país és un dels més pobres del món: el seu PIB per capita és solament de 1.400 dòlars americans. L'agricultura és l'activitat econòmica del 85% dels treballadors del país.
El petroli és importat i arriba des del port de Dar es Salaam (Tanzània). Dins del sector industrial destaca la branca de tractament de minerals (sobretot la refinació del coure), també destaquen la producció del ciment i les indústries derivades de l'agricultura: olis vegetals, manufactures del cotó, sucreres, sabons, etc.
L'agricultura es troba poc desenvolupada (malgrat que genera un 85% d'ocupació total, formal i informal, del país); se centra bàsicament en els cultius de subsistència: blat de moro (és el cultiu principal i la base de la dieta zambiana), batata, cacauets, mandioca i mill. També presenta cultius de caràcter comercial (cotó, cafè, canya de sucre, tabac). En la ramaderia cal citar la cabanya bovina. En els llacs i cursos fluvials es practica l'activitat pesquera.
El turisme internacional, que busca els espais naturals del país (cataractes, safaris...) constitueix una important font d'ingressos.
Actualment a Zàmbia un 60% de la població viu sota la línia de pobresa, sent aquesta un 78% a les àrees rurals i un 52% a les àrees urbanes.

## Demografia

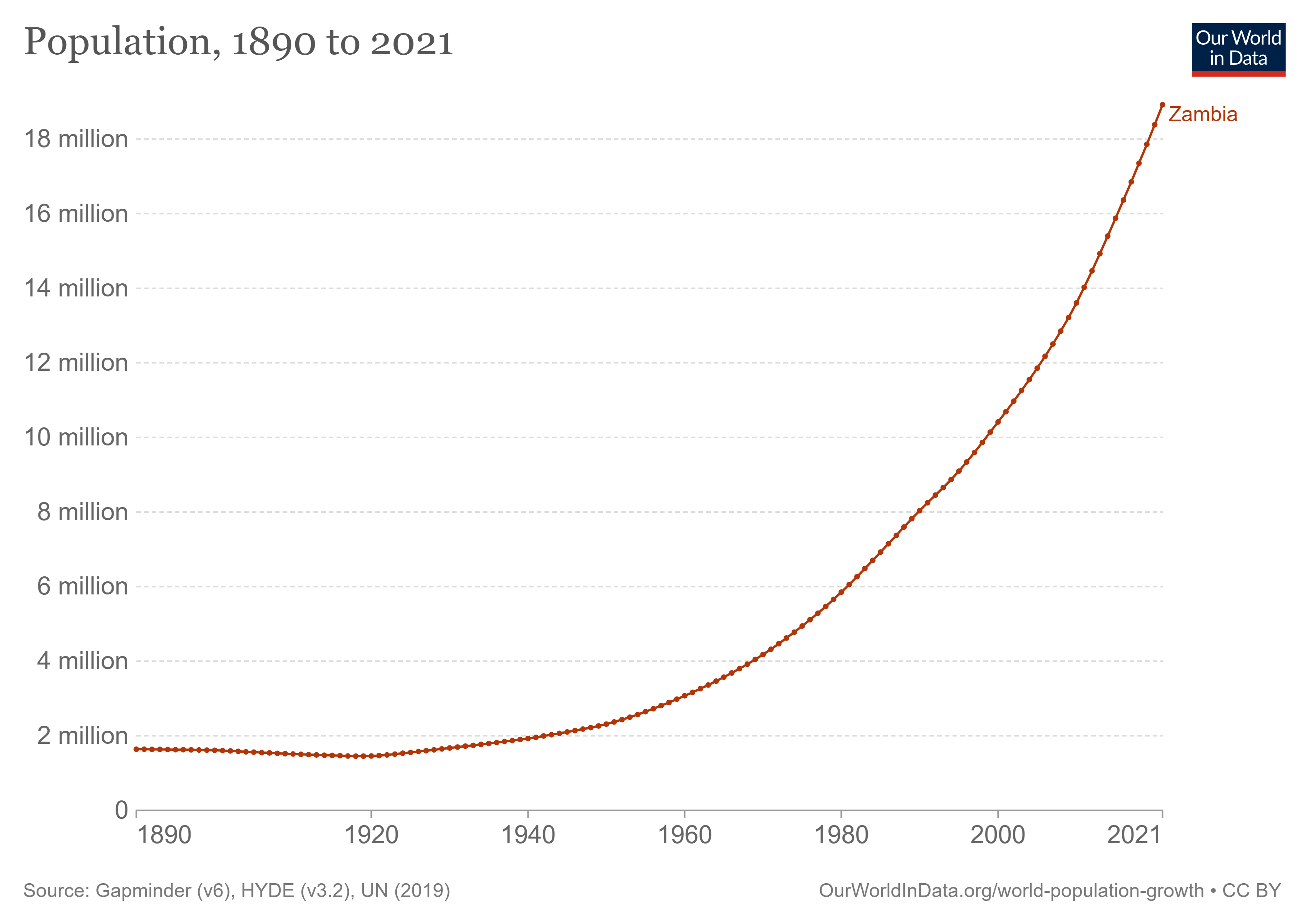
Evolució de la població de Zàmbia

La població zambiana es concentra a l'alt Zambeze i al llarg del corredor de la via fèrria nord-sud, on s'emplacen les ciutats d'aquest país, un dels més urbanitzats de l'Àfrica negra. El 44% de la població viu a les ciutats o àrees urbanes, vivint la resta de la població al camp o a les valls de la sabana. Excepte a la capital, Lusaka, la resta de principals ciutats són a la regió minera propera a la República Democràtica del Congo.
L'any 2010 Zàmbia té una població de 13.046.508 habitants. El 98,7% és negra, l'1,1% és blanca (europeus o descendents, els quals totalitzen 70.000 a tot el país) i el restant 0,2% està compost per immigrants asiàtics, sobretot japonesos i xinesos.
L'esperança de vida és de 43 anys l'any 2011. La mitjana de fills per dona és de 5.07. El 80,6% de la població està alfabetitzada.
Evolució demogràfica d'acord amb els quatre últims censos
- 1980: 5.661.801 h.
- 1990: 7.383.097 h.
- 2000: 9.885.591 h.
- 2010: 13.046.508 h.

### Salut
Es calcula que el 15,2% de la població adulta entre 16 i 49 anys està infectada amb el virus de VIH (SIDA), el que significa que 1.100.000 persones estan vivint amb el virus l'any 2007; morint per aquest any 56.000 persones a causa d'aquest virus.
L'esperança de vida en néixer era de 40 anys el 2004, havent 12 metges per cada 100.000 habitants. La mortalitat infantil és una proporció de 102 per 1000 naixements.

### Població de les ciutats principals
- Lusaka: 1.218.200 h.
- Ndola: 547.900 h.
- Kitwe: 368.800 h.
- Kabwe: 213.800 h.
- Chingola: 150.500 h.
- Luanshya: 124.800 h.
- Livingstone: 108.100 h.

## Educació
El 2003 la taxa d'alfabetització es va estimar en un 80,6% (86,8% per a homes i 74,8% per a dones). L'educació de Zàmbia es divideix en dos nivells: educació bàsica (1 a 9 anys) i secundària (10 a 12 anys). Als 9 anys ja es considera com a bon nivell d'educació per als nens. La UNESCO va estimar el 2002 que el 80% dels nens en edat escolar van inscriure, però la majoria dels nens abandonen l'escola als 7 anys, quan ja s'ha de pagar per ingressar.
L'educació després de secundària és molt limitada al país. Després de secundària, els pocs alumnes que segueixen estudiant ho han de fer en col·legis privats. Les principals universitats de Zàmbia són la Universitat de Zàmbia (Unzá), la Universitat Mulungushi (MU) i la Universitat Copperbelt (CBU).

## Cultura

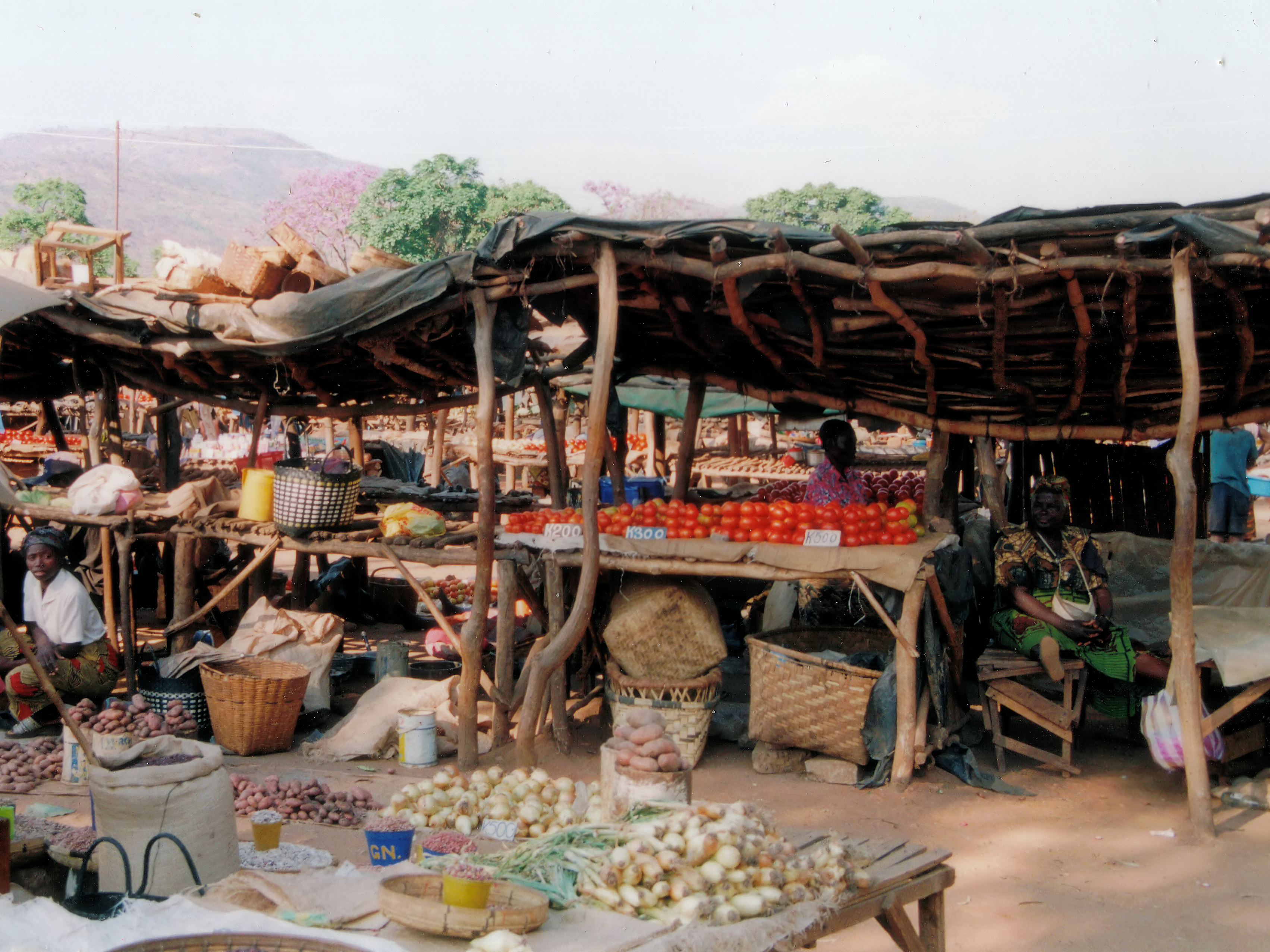
Mercat tradicional de Zàmbia

La cultura d'aquest país és producte de tradicions autòctones combinades amb influències europees (sobretot angleses). Abans de la colonització del país, els nadius vivien en tribus independents amb la seva pròpia forma de vida. Després de l'arribada dels britànics, alguns pobles es van ajuntar en llogarets o pobles, mentre que altres van adoptar els costums d'Europa i es van mudar als assentaments dels colons. No obstant això, les tradicions es van mantenir en les àrees rurals i en les de difícil accés o apartades del control dels blancs.
El producte de les interaccions entre els costums africans i la cultura europea va rebre el nom de "Cultura Zàmbia".

### Llengües
L'idioma oficial de Zàmbia és l'anglès, que s'utilitza en assumptes oficials i és el que generalment s'ensenya a les escoles, a més es parlen 72 llengües locals, a Lusaka destaca el nyanja. D'altres llengües són el Bemba, Kaounde, Tonga, Lunda i Luvale.
El govern ja va discutir introduir altres idiomes en els currículums escolars. El francès s'estudia en algunes escoles privades mentre que a secundària és optatiu. També es va introduir un curs d'alemany a la Universitat de Zàmbia (Lusaka).

### Religió
Zàmbia és oficialment un estat cristià, d'acord amb la constitució de 1996, però hi ha una gran varietat de religions tradicionals. Les creences religioses tradicionals es combinen fàcilment amb les cristianes. Les principals creences cristianes que hi ha a Zàmbia són la Catòlica Romana, la Protestant Anglicana, entre d'altres.
Aproximadament el 87% de la població és cristiana, l'1% són musulmans, la majoria viu en zones urbanes, i també hi ha una petita comunitat jueva. L'1,2% de la població pertany a la comunitat cristiana dels testimonis de Jehovà.

## Esports
- Jocs Olímpics
- Selecció de futbol de Zàmbia

El futbol és l'esport més popular del país, seguit de l'atletisme. El millor del futbol del país el va aconseguir la selecció nacional el 2012, derrotant a la final de la Copa Africana de Nacions a Costa d'Ivori per tanda de penals, després d'un empat al llarg del partit. Això suposa el primer títol continental del país, després d'haver perdut anteriorment dues finals de la Copa d'Àfrica. Un altre gran èxit en el futbol es va donar en les Olimpíades de Seül el 1988, on la selecció va derrotar Itàlia per 4 a 0, sent que Kalusha Bwalya, va anotar un hat trick. Lamentablement l'esport zambià també va viure una tragèdia: el 27 d'abril de 1993, l'avió que portava a la selecció de Zàmbia a la ciutat de Dakar, capital del Senegal, per dur a terme un partit entre les dues seleccions per definir el pas a la Copa del Món de 1994; va caure al mar per les costes del Gabon, morint tots els passatgers al seu interior. La màxima competició nacional de futbol és la Primera Divisió de Zàmbia.
Altres esports populars a Zàmbia són el rugbi, la boxa i el cricket.
Zàmbia també va aconseguir una medalla de plata (a Atlanta 1996) i una de bronze (a Los Angeles 1984) en els Jocs Olímpics.